# Тикстон, Павел Павлович
Павел Павлович Тикстон (1900, Подольск, Российская империя - 1978 год) — советский футболист.
Начинал свою футбольную карьеру в Спортивном Кружке завода Зингер (Подольск).
Играл в командах "Кружок футболистов «Сокольники», «Московский клуб спорта», «Красная Пресня», «Пищевики», «Дукат», «Промкооперация», «Спартак» - ветераны.
Павел Тикстон был женат на сестре братьев Старостиных — Клавдии Петровне Старостиной, по бывшему мужу Прокофьева.. 
В марте 1942 года в Москве были арестованы футболисты Николай, Пётр и Андрей Старостины, а также мужья сестёр Старостиных — Пётр Попов и Павел Тикстон. Позже очередь дошла и до Александра Старостина — офицера Красной армии. Их обвинили в подготовке покушения на Сталина во время парада на Красной площади в 1937 году, в хищении вагона с мануфактурой, в пропаганде буржуазного спорта, в пораженческих разговорах.
Тикстон был арестован 28 марта 1942 года по делу братьев Старостиных, осуждён военным трибуналом Московского ВО на 10 лет ИТЛ и 3 года лишения политических прав. Срок отбывал в Норильлаге. Освобожден 22 марта 1951.
После освобождения работал экспедитором и кассиром лесозавода товарищества «Петра Беляева наследники» в селе Сорока.

## Достижения
Московская футбольная лига / Кубок КФС-Коломяги
- Чемпион (2): 1919, 1921
- Вице-чемпион (3): 1918, 1919, 1920

Чемпионат Москвы по футболу
- Чемпион (2): 1923, 1924